# Férfi egyéni párbajtőrvívás amatőröknek és vívómestereknek az 1900. évi nyári olimpiai játékokon
A Párizsban megrendezett 1900. évi nyári olimpiai játékokon a férfi egyéni párbajtőrvívás amatőröknek és vívómestereknek egyike volt a hét vívószámnak. 8 vívó indult 2 nemzetből.

## Eredmény
| Helyezés | Név                                               | Győzelmek | Vereségek | Szint  |
| -------- | ------------------------------------------------- | --------- | --------- | ------ |
| Arany    | Albert Ayat · Franciaország (FRA)                 | 7         | 0         | Mester |
| Ezüst    | Ramón Fonst · Kuba (CUB)                          | 6         | 1         | Amatőr |
| Bronz    | Léon Sée · Franciaország (FRA)                    | 4         | 3         | Amatőr |
| 4        | Georges de la Falaise · Franciaország (FRA)       | 3         | 4         | Amatőr |
| 5        | Émile Bougnol · Franciaország (FRA)               | 2         | 5         | Mester |
| 5        | Hippolyte-Jacques Hyvernaud · Franciaország (FRA) | 2         | 5         | Mester |
| 5        | Henri Laurent · Franciaország (FRA)               | 2         | 5         | Mester |
| 5        | Louis Perrée · Franciaország (FRA)                | 2         | 5         | Amatőr |